# Четврти талас феминизма
Четврти талас феминизма је феминистички покрет који је започео око 2012. и карактерише га фокус на оснаживање жена, коришћење интернет алата, и интерсекционалност. Четврти талас тражи већу родну равноправност фокусирајући се на родне норме и маргинализацију жена у друштву.
Четврти талас феминизма фокусира се на сексуално злостављање, сексуално узнемиравање, сексуално насиље, објективизацију жена и сексизам на радном месту. Интернет активизам је кључна карактеристика четвртог таласа, који се користи за јачање свести о овим питањима. Четврти талас феминизма шири свој фокус на друге групе, укључујући ЛГБТ+ заједницу и обојене људе, и залаже се за њихово веће учешће и моћ у друштву. Такође се залаже за једнаке приходе без обзира на пол и оспорава традиционалне родне улоге мушкараца и жена, за које верује да су опресивне. Покрет се даље залаже против сексуалног напада, објективизације, узнемиравања и родно заснованог насиља.
Неки су идентификовали покрет као реакцију на постфеминизам, који тврди да су жене и мушкарци већ достигли равноправност. Такође је вратио неке феминистичке идеје другог таласа у дискурс, при чему је Марта Ремптон написала да покрет критикује „сексуално злостављање, силовање, насиље над женама, неједнаку плату, срамоту дроља, притисак на жене да се прилагоде једном и нереалном типу тела“, и залаже се за „добитке у политици и пословном представљању“.

## Историја и дефиниција
Неке феминисткиње тврде да су конзервативне личности 1980-их, попут Маргарет Тачер и Роналда Регана, оспоравале добитке које су феминисткиње оствариле до тог тренутка. У исто време, феминисткиње у Северној Америци, Латинској Америци и Европи успеле су у неким од својих циљева, укључујући стварање државних институција које су експлицитно промовисале права жена, или учешће феминиста у влади; међутим, ове институције су такође ослабиле феминистичке покрете препуштајући држави да преузме спровођење феминистичких циљева.
Европски и латиноамерички трећи талас феминизма почео је 1990-их, када су феминизам кармина и конзумеристички феминизам почели да се приближавају крају и када су феминистичке активисткиње одбациле квир теорију коју су заступали амерички академици. Четврти талас феминизма се развијао споро, глобално путем медија и интернета. Талас је произашао из нове генерације жена које углавном нису биле информисане о претходним таласима кроз школовање у средњој школи, институцијама и универзитету. Знање о феминизму стечено је неформално и развило је виртуелну академију где су феминисткиње научиле да је „лично политичко“; није произашла из структурираног феминистичког учења. Четврти талас феминизма, као и други таласи пре њега, у овом периоду није био о постојању једне идеологије, ентитета или колектива. Радило се о окупљању у колективним групама како би заједно радиле на заједничком циљу окончања насиља над женама како би се ослободиле могућности да крену путем којим желе; радило се о међусобном залагању и подршци другим женама.
Покрет у Шпанији вуче корене из убиства Ане Орантес ; 17. децембра 1997. муж ју је спалио на смрт у њеној кући у Гранади јер је јавно говорила на каналу Сур о томе како ју је злостављао. Шпански феминизам из раног четвртог таласа користио је телевизију и новине као примарну друштвену мрежу. Орантесова смрт је скренула пажњу на насиље у породици над женама и довела до тога да РТВЕ промени своју политику о томе како је ова станица извештавала о родно заснованом насиљу. Слични разговори вођени су и на другим телевизијским мрежама и медијским организацијама широм земље.  Шале о насиљу у породици више нису биле прихваћене на шпанској телевизији. Новинари из Ел Мундо, Ел Палс и инфоЛибре били су међу првим учесницима у Шпанији у четвртом таласу, користећи своје позиције у медијима да говоре о бројним темама, углавном усредсређеним на сексистичко насиље и његово приказивање у медијима. Касније су наставили да причају о проблемима са платама у вези са родним паритетом у Шпанији и промовисали преношење активизма у виртуелне просторе.
Почеци овог покрета у овом периоду настали су у Латинској Америци и Пољској. Део ове глобалне жеље за деловањем, посебно у пољском контексту, произашао је из Светске конференције о женама, 1995. у Пекингу.
Друштвени медији су имали појачавајући ефекат како је феминистички покрет четвртог таласа почео да расте. Четврти талас феминизма је почео свој врхунац у Шпанији, Аргентини, Чилеу и Бразилу 2018. године као резултат низа различитих фактора, при чему су жене у великим размерама мобилисане да изађу на улице. Њихова мобилизација је такође по први пут довела у питање легитимитет шпанског правосуђа, док је у претходним таласима фокус био више на политичком вођству и актима законодавне власти. Талас у Шпанији такође би се суочио са великим изазовом, укључујући појаву Вокса, крајње десничарске политичке странке која је освојила места у Андалузији . Вок се противио Органском закону о свеобухватним заштитним мерама против родног насиља и желео је да га поништи. У Аргентини би врхунац био око питања права на абортус, због чега су хиљаде жена са зеленим шаловима изашле на улице.
У англосферском феминистичком контексту, новинарка Питија Пеј је заговарала постојање четвртог таласа већ 2005. године, који би се фокусирао на социјалну правду и грађанска права, а 2011. Џенифер Баумгарднер је почетак четвртог таласа датирала у 2008.  Твитер, друштвена мрежа најпопуларнија међу старосном групом од 18 до 29 година, створена је 2006. године, чиме је феминизам постао приступачнији и подстакао „феминизам хештега“.
2013. године, демократска државна сенаторка Тексаса Венди Дејвис организовала је 13-часовни филибастер у Тексасу, у покушају да спречи усвајање закона против абортуса. Друге жене су показале подршку окупљањем око Капитола државе Тексас, а оне које нису биле физички присутне су користиле хаштаг #StandWithWendy. Слично томе, жене су протестовале због перципираних сексистичких питања (на пример, фокусирање на изглед или љубавни живот) често упућених познатим личностима тако што су твитовале хештег #askhermore.
Други феминистички покрети и „позиви на акцију“ настали су из четвртог таласа. Једна је кампања „HeForShe“ која је настала из виралног говора Еме Вотсон у УН Вомен 2014. и њеног каснијег активизма. Неколико других инцидената је подстакло покрет, укључујући групно силовање у Делхију (Индија, 2012), оптужбе за Џимија Севила (Велика Британија, 2012), случајеве сексуалног напада на Билла Козбија (САД, 2014), убиства на Исла Висти (САД, 2014), суђење Ђиану Гомеши (Канада, САД, Хареги2 ). 2017) и каснији покрет Ме Тоо и Вајнстинов ефекат, Вестминстерски сексуални скандали (у целом свету и УК, 2017) и случај групног силовања Ла Манада у Шпанији (2018).
Због истовременог постојања више таласа феминизма – односно другог, трећег и четвртог – многи научници доводе у питање употребу таласне метафоре у феминизму. Међутим, то је и даље терминологија која се најчешће користи и најлакше разумљива јавности. Како четврти талас налази велики део своје дефиниције у односу на претходне, важно је разумети шта су били остали таласи.
На међународном нивоу, поређења између таласа могу бити тешка. Англосферски први талас феминизма је други талас за Европљане и латиноамеричке феминисткиње. Амерички и британски други талас феминизма је такође трећи талас за Европљане и Латиноамериканце. Шпански феминизам је прошао кроз неколико таласа у Франко доба.
Уопштено говорећи, постоји први талас феминизма који се одвија од средине деветнаестог века до 1965. године, други талас феминизма који се одвија од 1965. до 1975. и трећи талас феминизма који се дешава од 1975. до 2012. Четврти талас феминизма у Шпанији почео је средином 1990-их. Када се решавају таласи око рада важних феминисткиња шпанског говорног подручја које расправљају о теорији таласа као што је Амелија Валкарцел, шпански четврти талас може понекад заправо представљати међународни пети талас, а не четврти.
Сваки феминистички талас има посебан идентитет, иако их је све теже разликовати и јасно дефинисати како време одмиче, због дебате међу активисткињама и научницима. У англосферском феминистичком контексту, први талас су карактерисали покрети сифражеткиња и имао је за циљ легализацију гласања жена на јавним изборима. У истом контексту, други талас је теже свеобухватно дефинисати, али се сматра да има корене у 1960-им. Његов фокус се померио на социјална и лична права, као што су једнака плата, избор у односу на телесна питања, сексуално ослобођење и отпор двоструким стандардима у друштву. Постоји много дебата међу академицима и активистима Англосфере у вези са правом дефиницијом трећег таласа феминизма. Најчешће се схвата као притисак млађих генерација да створе феминизам више усредсређен на инклузивност; привилеговање положаја квир и небелки у њиховим порукама. Америчка песникиња Наташа Саје је написала: „[То] је спој многих различитих токова теоретисања – укључујући и оне обојене жене и млађе жене разочаране оним што сматрају да чине тело ’другог таласа’ феминизма – у суштински другачијим формулацијама од теоретисања које долазе од антифеминисткиња“.

## Опште и цитиране референце
- Bates, Laura (2014). Everyday Sexism. London: Simon & Schuster. ISBN 978-1-4711-3157-8.
- Baumgardner, Jennifer (2011). F'em! Goo Goo, Gaga, and Some Thoughts on Balls. Berkeley, California: Seal Press. ISBN 978-1-58005-360-0.
- Chamberlain, Prudence (2017). The Feminist Fourth Wave: Affective Temporality. Palgrave Macmillan. ISBN 978-3-319-53682-8. doi:10.1007/978-3-319-53682-8.
- Cochrane, Kira (2013). All the Rebel Women: The Rise of the Fourth Wave of Feminism. London: Guardian Books. ISBN 978-1-78356-036-3.
- Rivers, Nicola (2017). Postfeminism(s) and the Arrival of the Fourth Wave. Palgrave Macmillan. ISBN 978-3-319-59812-3. doi:10.1007/978-3-319-59812-3.

## Даље читање
- Diamond, Diana (2009). „The Fourth Wave of Feminism: Psychoanalytic Perspectives”. Studies in Gender and Sexuality. 10 (4): 213—223. ISSN 1940-9206. S2CID 144825387. doi:10.1080/15240650903228187.
- Munro, Ealasaid (2013). „Feminism: A Fourth Wave?”. Political Insight. 4 (2): 22—25. S2CID 142990260. doi:10.1111/2041-9066.12021. Архивирано из оригинала 2. 12. 2018. г. Приступљено 8. 11. 2015.
- Retallack, Hanna; Ringrose, Jessica; Lawrence, Emilie (2016). „'Fuck Your Body Image': Teen Girls' Twitter and Instagram Feminism in and Around School”.  Ур.: Coffey, Julia; Budgeon, Shelley; Cahill, Helen. Learning Bodies: The Body in Youth and Childhood Studies. 2. Singapore: Springer. стр. 85—103. ISBN 978-981-10-0306-6. doi:10.1007/978-981-10-0306-6_6.